# Al Rossi
Albert "Al" Rossi  (født 20. juni 1931 i Bessemer, Michigan, USA) er en amerikansk tidligere roer.
Rossi var styrmanden i den amerikanske firer med styrmand, der vandt bronze ved OL 1952 i Helsinki. Roerne var Carl Lovsted, Al Ulbrickson, Richard Wahlstrom og Matt Leanderson. Der deltog i alt 17 lande i disciplinen, hvor Tjekkoslovakiet og Schweiz vandt henholdsvis guld og sølv foran den amerikanske båd. Det var den eneste udgave af OL han deltog i.

## OL-medaljer
- 1952:  Bronze i firer med styrmand